# U sonu (saggio)
U sonu è un saggio sulla musica e la danza tradizionale calabrese dell'area grecanica e aspromontana scritto dall'antropologo Ettore Castagna ed edito da Squilibri nel 2006.
Nel libro, suddiviso in quattro capitoli, esclusa la premessa e l'introduzione, l'autore descrive il ballo tradizione di questi posti, ne analizza la funzione sociale e antropologica nonché l'evoluzione.
Il libro è corredato da un CD audio con 8 tracce della durata complessiva di 54:54 minuti, utile per contestualizzare il saggio e sentire la musica che dà vita al ballo tradizionale.

## Edizioni
- Ettore Castagna, U sonu. La danza nella Calabria greca, Squilibri Editore, 2006,  p. 182, ISBN 88-88325-10-7.